# Etura
Etura es un concejo del municipio de Barrundia, en la provincia de Álava, País Vasco (España).

## Toponimia
El nombre de la población aparece con distintas denominaciones en la documentación antigua: Hetura (1257, 1470, 1512, 1551), Betura (c. 1275), Heztura (1295), Etura (1390, siglo XVIII). Julio Caro Baroja consideraba que, al igual que Oto, Hueto y Oteo el nombre de Etura está relacionado con alto. Otras opiniones consideran que el nombre proviene del antropónimo Aetura.

## Geografía física
Concejo situado en el centro del municipio de Barrundia, al pie del monte Gebara (729 m).

### Ubicación
|               | Norte: Ozaeta |                 |
| Oeste: Gebara |               | Este: Luzuriaga |
|               | Sur: Audicana |                 |

## Despoblado
Forma parte del concejo una fracción del despoblado de:
- Maranchona.[3]

## Historia
Con Elguea y Urizar, Etura fue la tercera aldea de la villa de Guevara. Hacia mediados del siglo XIX, el lugar tenía contabilizada una población de 68 habitantes. Aparece descrito en el séptimo volumen del Diccionario geográfico-estadístico-histórico de España y sus posesiones de Ultramar de Pascual Madoz con las siguientes palabras:

ETURA: l. del ayunt. de Guevara, prov. de Alava (á Vitoria 3 leg.), part. jud. de Salvatierra (3), c. g. de las Provincias Vascongadas, aud. terr. de Burgos (21), dióc. de Calahorra (14): sit. á la falda del monte frente al r. Zadorra; clima templado y sano, aunque algo húmedo: tiene 16 casas, igl. parr. (la Asuncion), servida por un beneficiado, y una fuente de buenas aguas al E. del pueblo. Confina el térm. N. Ozaeta; S. Echavarri de Urtupiña; E. Audicana, y O. Guevara: dentro del mismo hay monte encinal. El terreno es llano en general y de buena calidad: le baña un riach. que desciende del monte y á los 20 minutos entre en el r. Zadorra. Los caminos son locales. El correo se recibe de Vitoria. prod.: trigo, cebada, alolba, yeros, habas y otros menuzales, cria ganado lanar, vacuno y caballar; caza de perdices, codornices y palomas. pobl.: 13 vec., 68 alm. contr.: con su ayuntamiento (V.)
(Madoz, 1847, p. 624)

En la actualidad, pertenece al municipio de Barrundia. En 2022, tenía empadronados 70 habitantes.

## Demografía
| Gráfica de evolución demográfica de Etura entre 2000 y 2017 |
|                                                             |
| Población de derecho según los censos de población del INE. |

## Cultura

### Patrimonio material
- La iglesia de Nuestra Señora de la Asunción fue construida en el siglo XVI. Es de planta rectangular y la nave se divide en dos tramos cubiertos por bóvedas nervadas. La sacristía, del siglo XVII está cubierta con una bóveda decorada con círculos concéntricos y nervaduras radiales. La  torre, adosada en el lado norte, fue reedificada a principios del siglo XIX. Los elementos más destacables son las claves policromadas en todas las bóvedas y las pinturas murales del presbiterio. El retablo mayor es del siglo XVII con aditamentos del XVIII. Hay también dos retablos laterales del siglo XVIII de estilo rococó, ocupando los ángulos que forman la nave y la cabecera.[7][8]
- Fuente Vieja. Fuente, abrevadero y lavadero en el mismo conjunto. La primera noticia que disponemos de la fuente se remonta al año 1770. La fuente tiene como particularidad el reaprovechamiento de una estela discoidal, en la que está tallada una cruz de Malta, utilizada como clave central del arco del depósito de captación. La procedencia de esta estela es incierta.[9]
- Fuente-abrevadero de Abajo: Adosada por su parte posterior a una pared de aterrazamiento, está decorada con dos cruces. En una de ellas se puede observar una inscripción bajo los brazos que alude probablemente al año de ejecución de la losa AÑO DE 1772.[10]